# Базанчатово
Базанча́тово (рос. Базанчатово, башк. Баҙансат) — присілок у складі Аскінського району Башкортостану, Росія. Входить до складу Кшлау-Єлгинської сільської ради.
Населення — 245 осіб (2010; 303 у 2002).
Національний склад:
- башкири — 72 %
- татари — 26 %

Стара назва — Базанчат.